# Jörg Böhme
Jörg Böhme (ur. 22 stycznia 1974 w Hohenmölsen) – niemiecki piłkarz, występujący na pozycji pomocnika.

## Kariera klubowa
Jörg Böhme zawodową karierę rozpoczynał w drużynie FC Carl Zeiss Jena w wieku osiemnastu lat. Nie mógł w niej jednak liczyć na regularne występy i zdecydowałem się przenieść do 1. FC Nürnberg. W barwach klubu z Frankenstadionu Niemiec zagrał w szesnastu spotkaniach i strzelił jedną bramkę. Kolejny sezon spędził w Eintrachcie Frankfurt, a rok później trafił do TSV 1860 Monachium. W żadnym z tych klubów Jörg wciąż nie potrafił przebić się do podstawowej jedenastki i dopiero transfer do drugoligowej Arminii Bielefeld w 1998 roku otworzył mu drogę do częstszych występów.
W Bielefeld w ciągu dwóch sezonów Böhme rozegrał 50 meczów, po czym za 750 tysięcy marek przeniósł się do FC Schalke 04, z którym dwa razy z rzędu zdobywał Puchar Niemiec. W 2001 roku w zwycięskim 2:0 spotkaniu finałowym z Unionem Berlin Jörg strzelił oba gole, natomiast rok później w wygranym 4:2 meczu przeciwko Bayerowi 04 Leverkusen zdobył jedną bramkę. Łącznie dla "Die Königsblauen" Niemiec zagrał w 101 pojedynkach, w których 23 razy wpisał się na listę strzelców.
Sezon 2005/2006 wychowanek Carl Zeiss Jena spędził w Borussii Mönchengladbach, a kolejne ligowe rozgrywki rozpoczął jako zawodnik Arminii. W 2008 roku postanowił zakończyć karierę.

### Statystyki
| Klub                     | Sezon              | Liga               | Liga  | Liga   | Puchar kraju | Puchar kraju | Europa | Europa | Puchar ligi | Puchar ligi | Suma  | Suma   |
| Klub                     | Sezon              | Liga               | Mecze | Bramki | Mecze        | Bramki       | Mecze  | Bramki | Mecze       | Bramki      | Mecze | Bramki |
| ------------------------ | ------------------ | ------------------ | ----- | ------ | ------------ | ------------ | ------ | ------ | ----------- | ----------- | ----- | ------ |
| Carl Zeiss Jena          | 1992/1993 (w)      | 2 Bundesliga       | 2     | 0      | –            | –            | –      | –      | –           | –           | 2     | 0      |
| Carl Zeiss Jena          | Ogólnie            | Ogólnie            | 2     | 0      | 0            | 0            | 0      | 0      | 0           | 0           | 2     | 0      |
| 1. FC Nürnberg           | 1994/1995          | 2 Bundesliga       | 16    | 1      | –            | –            | –      | –      | –           | –           | 16    | 1      |
| 1. FC Nürnberg           | Ogólnie            | Ogólnie            | 16    | 1      | 0            | 0            | 0      | 0      | 0           | 0           | 16    | 1      |
| Eintracht Frankfurt      | 1995/1996          | Bundesliga         | 18    | 1      | 2            | 0            | –      | –      | –           | –           | 20    | 1      |
| Eintracht Frankfurt      | Ogólnie            | Ogólnie            | 18    | 1      | 2            | 0            | 0      | 0      | 0           | 0           | 20    | 1      |
| TSV 1860 Monachium       | 1996/1997          | Bundesliga         | 15    | 1      | 2            | 0            | –      | –      | –           | –           | 17    | 1      |
| TSV 1860 Monachium       | 1997/1998          | Bundesliga         | 8     | 0      | 1            | 0            | 3      | 1      | –           | –           | 12    | 1      |
| TSV 1860 Monachium       | Ogólnie            | Ogólnie            | 23    | 1      | 3            | 0            | 3      | 1      | 0           | 0           | 29    | 2      |
| Arminia Bielefeld        | 1998/1999          | 2 Bundesliga       | 25    | 2      | 2            | 0            | –      | –      | –           | –           | 27    | 2      |
| Arminia Bielefeld        | 1999/2000          | Bundesliga         | 25    | 1      | 1            | 0            | –      | –      | –           | –           | 26    | 1      |
| Arminia Bielefeld        | Ogólnie            | Ogólnie            | 50    | 3      | 3            | 0            | 0      | 0      | 0           | 0           | 53    | 3      |
| FC Schalke 04            | 2000/2001          | Bundesliga         | 30    | 10     | 5            | 4            | –      | –      | –           | –           | 35    | 14     |
| FC Schalke 04            | 2001/2002          | Bundesliga         | 31    | 7      | 4            | 3            | 5      | 0      | 2           | 1           | 42    | 11     |
| FC Schalke 04            | 2002/2003          | Bundesliga         | 24    | 5      | 1            | 0            | 3      | 0      | 2           | 0           | 30    | 5      |
| FC Schalke 04            | 2003/2004          | Bundesliga         | 14    | 1      | –            | –            | –      | –      | –           | –           | 14    | 1      |
| FC Schalke 04            | 2004/2005 (w)      | Bundesliga         | 2     | 0      | 2            | 0            | 6      | 0      | –           | –           | 10    | 0      |
| FC Schalke 04            | Ogólnie            | Ogólnie            | 101   | 23     | 12           | 7            | 14     | 0      | 4           | 1           | 131   | 31     |
| Borussia Mönchengladbach | 2004/2005 (j)      | Bundesliga         | 13    | 1      | –            | –            | –      | –      | –           | –           | 13    | 1      |
| Borussia Mönchengladbach | 2005/2006          | Bundesliga         | 1     | 0      | –            | –            | –      | –      | –           | –           | 1     | 0      |
| Borussia Mönchengladbach | Ogólnie            | Ogólnie            | 14    | 1      | 0            | 0            | 0      | 0      | 0           | 0           | 14    | 1      |
| Arminia Bielefeld        | 2006/2007          | Bundesliga         | 30    | 4      | 1            | 0            | –      | –      | –           | –           | 31    | 4      |
| Arminia Bielefeld        | 2007/2008          | Bundesliga         | 22    | 0      | 1            | 0            | –      | –      | –           | –           | 23    | 0      |
| Arminia Bielefeld        | Ogólnie            | Ogólnie            | 52    | 4      | 2            | 0            | 0      | 0      | 0           | 0           | 54    | 4      |
| Ogólnie w karierze       | Ogólnie w karierze | Ogólnie w karierze | 276   | 34     | 22           | 7            | 17     | 1      | 4           | 1           | 319   | 43     |

## Kariera reprezentacyjna
Böhme w reprezentacji Niemiec zadebiutował w 2001 roku, kiedy to trenerem drużyny narodowej był Rudi Völler. W 2002 roku dostał powołanie na mistrzostwa świata, na których Niemcy zdobyli srebrny medal przegrywając w finale z Brazylią 2:0. Sam Jörg na turnieju tym nie wystąpił jednak w ani jednym spotkaniu. Karierę reprezentacyjną Böhme zakończył w 2003 roku, a dla drużyny narodowej rozegrał łącznie dziesięć meczów i strzelił jednego gola.

## Kariera trenerska
Wraz z końcem sezonu 2007/2008 Böhme postanowił zakończyć karierę i zająć się szkoleniem młodzieży w Arminii Bielefeld.